# Eucradinae
Eucradinae là một phân họ của họ bọ cánh cứng thuộc họ Ptinidae. Có ít nhất 5 chi và khoảng 18 loài được mô tả đặt trong phân họ này.
Phân họ này trước đây được coi là thành viên của họ Anobiidae, nhưng sau đó đã được đổi thành Ptinidae.

## Phân loại

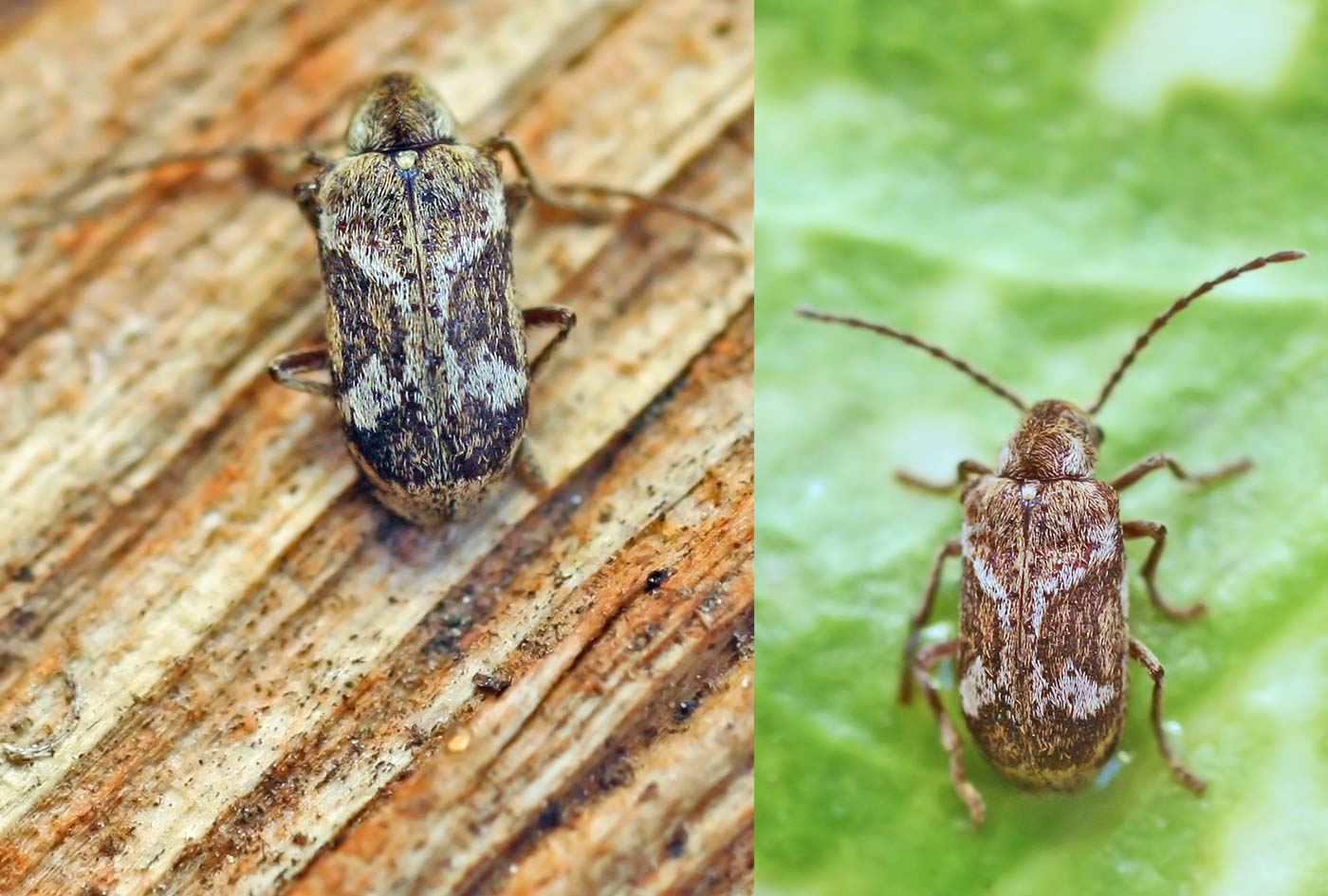
Ptinomorphus imperialis

Có 5 chi được ghi nhận thuộc phân họ Eucradinae:
- Clada Pascoe, 1887 g
- Eucrada LeConte, 1861 i c g b
- Hedobia Dejean, 1821 i c g
- Neohedobia Fisher, 1919 i c g b
- Ptinomorphus Mulsant & Rey, 1868 g b

Data sources: i = ITIS, c = Catalogue of Life, g = GBIF, b = Bugguide.net